# Cyrto-hypnum bonianum
Cyrto-hypnum bonianum là một loài rêu trong họ Thuidiaceae. Loài này được (Besch.) W.R. Buck & H.A. Crum mô tả khoa học đầu tiên năm 1990.